# Patch Grove (Wisconsin)
Patch Grove es una villa ubicada en el condado de Grant en el estado estadounidense de Wisconsin. En el Censo de 2010 tenía una población de 198 habitantes y una densidad poblacional de 194,03 personas por km².

## Geografía
Patch Grove se encuentra ubicada en las coordenadas 42°56′26″N 90°58′20″O / 42.94056, -90.97222. Según la Oficina del Censo de los Estados Unidos, Patch Grove tiene una superficie total de 1.02 km², de la cual 1.02 km² corresponden a tierra firme y (0%) 0 km² es agua.

## Demografía
Según el censo de 2010, había 198 personas residiendo en Patch Grove. La densidad de población era de 194,03 hab./km². De los 198 habitantes, Patch Grove estaba compuesto por el 98.48% blancos, el 0% eran afroamericanos, el 0% eran amerindios, el 0% eran asiáticos, el 0% eran isleños del Pacífico, el 1.52% eran de otras razas y el 0% pertenecían a dos o más razas. Del total de la población el 4.04% eran hispanos o latinos de cualquier raza.